# Мон Каламари (планета)
Мон Каламари е планета от вселената на Междузвездни войни. Тя е дом на расата Мон Каламари чиито най-известен член е Адмирал Акбар. Тя се намира във външния пояс на галактиката.
Мон Каламари не е включена нито един от официалните филми.